# Lubocz
Lubocz – wieś w Polsce położona w województwie łódzkim, w powiecie tomaszowskim, w gminie Rzeczyca.
W latach 1954–1959 wieś należała i była siedzibą władz gromady Lubocz, po jej zniesieniu w gromadzie Rzeczyca. W latach 1975–1998 miejscowość administracyjnie należała do województwa piotrkowskiego.